# Kveld
Kveld er den fjerde ep fra det norske black metal-band Taake. Ep'en indeholder fire genindspilninger af tidligere udgivne Taake-numre, såvel som et enkelt der ikke før har været udgivet. Tundra, der tidligere har medvirket som studiemusiker på debutalbummet Nattestid..., krediteres her som fuldgyldigt bandmedlem.

## Spor
1. "Nordbundet" - 05:45
2. "Motpol" - 05:37
3. "Hordalands Doedskvad 1" - 08:14
4. "Over Bjoergvin graater Himmerik 4" - 07:04
5. "Nattestid ser Porten vid 1" - 06:50